# Apollodórosz (költő)
Apollodórosz (I. e. 3. század) görög tragédiaköltő.
Tarszoszról származott, többet nem tudunk róla. A Szuda-lexikon hat darabjának címét őrizte meg, de ezeknek még töredékei sem maradtak fenn.